# Sint-Jeanne d'Arc-kerk (Le Touquet)
De Sint-Jeanne d'Arc-kerk is de parochiekerk van de tot het Franse departement Pas-de-Calais behorende stad Le Touquet-Paris-Plage, aan de Avenue de la Paix.

## Geschiedenis
De eerste katholieke kerk in Le Touquet is van 1886, vier jaar nadat de verkaveling van het gebied begon. Deze kerk, de Sint-Andreaskapel (Chapelle Saint-André) werd gebouwd om ook praktiserende katholieken uit Noord-Frankrijk aan te trekken, aangezien verbindingen nog ontbraken en er geen kerk in de buurt was. In 1888 werd de kerk, die op het terrein van het Hôtel des Postes was gebouwd, ingezegend. De kapel, een neoromaans bakstenen kruiskerkje met dakruiter, werd herhaaldelijk uitgebreid maar bleef te klein. Iedere zondagochtend moesten er zes missen worden opgedragen om alle gelovigen te kunnen bedienen.
In 1910 werd daarom begonnen aan de bouw van een nieuwe kerk, die in 1911 in gebruik werd genomen. Lucien Viraut was de architect. Toen Jeanne d'Arc in 1920 werd heilig verklaard, werd de kerk aan haar gewijd. Deze patroonheilige werd voorgesteld door enkele Britse dames die het betreurden dat zij door de Engelsen levend was verbrand. Het werd daarmee de eerste kerk in Frankrijk die aan haar werd gewijd.
Bij het bombardement van 4 juni 1944 werd de kerk zwaar beschadigd. Het koor en het transept werd vernietigd en veel kerkmeubilair werd verwoest. Tot in 1946 werd in de parochiezaal gekerkt, en grotere plechtigheden vonden in een ruimte in het gemeentehuis plaats. In 1946 begon men met het herstel van de verwoeste kerk, maar -mede ten gevolge van materiaalschaarste- kwam de kerk pas gereed in 1954. Opnieuw bleek de kerk te klein en van 1957-1958 werd het rechter transept verlengd, waarin een bijkerk kwam.

## Gebouw
Het betreft een kruiskerk in natuursteenbrokken met neoromaanse stijlelementen en een voor- en naastgebouwde toren. Naast een hoofdaltaar van wit marmer zijn er twee zijaltaren. De glas-in-loodramen geven het leven van Jezus, en dat van Jeanne d'Arc weer. In het koor worden de geheimen van de rozenkrans weergegeven.